# Europejski Instytut Administracji Publicznej
Europejski Instytut Administracji Publicznej, en. European Institute of Public Administration. Autonomiczna fundacja założona w 1981 r. na mocy prawa holenderskiego, z siedzibą w Maastricht. Instytut uczestniczy w pracach Sieci UE ds. Administracji Publicznej EUPAN (m.in. koordynuje prace nad Wspólną Metodą Oceny CAF).
EIPA posiada cztery ośrodki zamiejscowe (tzw. anteny):
- Europejskie Centrum ds. Regionów w Barcelonie
- Europejskie Centrum Szkoleń w Zakresie Spraw Socjalnych i Publicznej Służby Zdrowia w Mediolanie
- Europejskie Centrum ds. Sędziów i Prawników w Luksemburgu
- Europejskie Centrum Zarządzania Finansami Publicznymi w Warszawie.